# Małgorzata Kossut

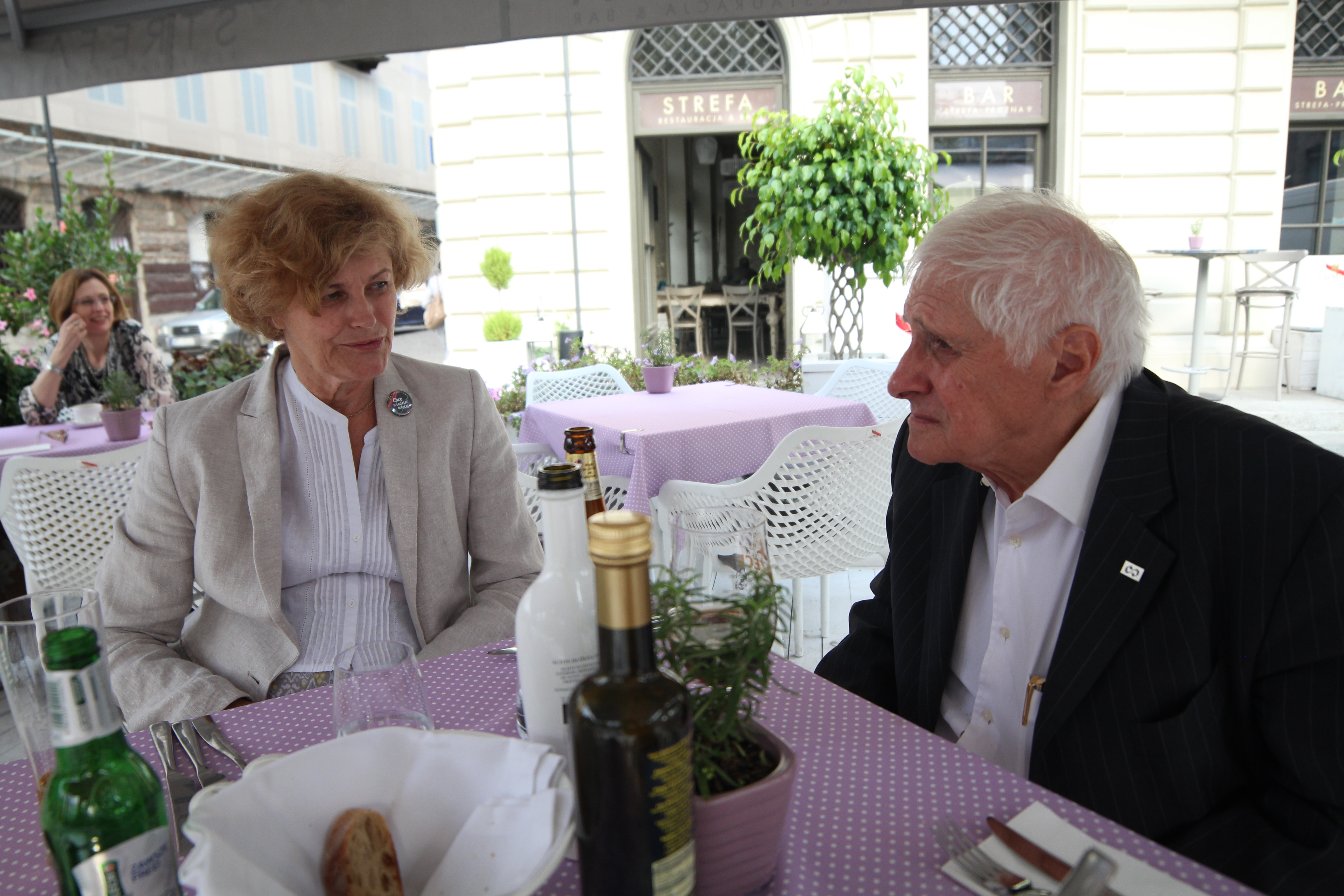
Małgorzata Kossut i Jerzy Vetulani, 2015

Małgorzata Kossut (ur. 10 marca 1950 w Warszawie) – polska neurobiolożka specjalizująca się w neuroplastyczności układu nerwowego oraz neuronalnych mechanizmach uczenia się i pamięci, profesor nauk przyrodniczych, kierownik Zakładu Neurobiologii Molekularnej i Komórkowej oraz Pracowni Neuroplastyczności Instytutu Biologii Doświadczalnej im. Marcelego Nenckiego PAN, członkini Polskiej Akademii Nauk.

## Życiorys
W 1973 ukończyła studia biologiczne na Uniwersytecie Warszawskim. Następnie podjęła studia doktoranckie w Instytucie Biologii Doświadczalnej im. Marcelego Nenckiego PAN w Warszawie, podczas których zajmowała się badaniem zmian zachodzących w korze mózgowej zwierząt u których zastosowano deprywację sensoryczną. W 1976 uzyskała stopień doktora, a w 1989 stopień doktora habilitowanego. W 1994 uzyskała tytuł profesora nauk przyrodniczych. Od 1976 pracuje w Instytucie Biologii Doświadczalnej im. Marcelego Nenckiego PAN, obecnie jako kierownik Zakładu Neurobiologii Molekularnej i Komórkowej oraz Pracowni Neuroplastyczności.
Od 1998 jest członkinią stowarzyszenia European DANA Alliance for the Brain, które zainicjowało akcję Tydzień Mózgu w Europie.
W latach 1995–1996 była stypendystka Programu Fulbrighta na Uniformed Services University of the Health Sciences.
W latach 2005–2008 była przewodniczącą Komitetu Neurobiologii Polskiej Akademii Nauk. Została wybrana na członka zarządu European Brain and Behaviour Society w kadencji 2012–2015.
Od 2009 jest kierownikiem Katedry Psychofizjologii Procesów Poznawczych Szkoły Wyższej Psychologii Społecznej w Warszawie.
Żona polskiego fizyka prof. Jacka Kossuta.

## Działalność naukowa
Badania prowadzonego przez nią zespołu koncentrują się na molekularnych mechanizmach neuroplastyczności wywołanej przez uczenie się u gryzoni, podczas rozwoju układu wzrokowego u kotów oraz po udarze i podczas starzenia się u ludzi.

## Wybrane publikacje
- pod red. M. Kossut: Mechanizmy plastyczności mózgu. PWN, 1994. Brak numerów stron w książce
- M. Kossut: Neuroplastyczność. W: Mózg a zachowanie. Warszawa: Wydawnictwo Naukowe PWN, 2006, s. 590-613. ISBN 978-83-01-14447-0.